# Laura Spinney
Laura Spinney (* 19. August 1971 in Großbritannien) ist eine britische Schriftstellerin und Wissenschaftsjournalistin. 
Spinney hat für The Times, National Geographic, The Economist, Nature, New Scientist und The Daily Telegraph veröffentlicht. Sie hat zwei Romane geschrieben, The Doctor (2001) und The Quick (2007). Ihr drittes Buch mit dem Titel Rue Centrale erschien 2013 auf Französisch und Englisch. In ihrem Buch 1918 – Die Welt im Fieber analysiert sie die Auswirkungen der Spanischen Grippe auf die Gesellschaft.
1996 wurde sie mit dem Margaret Rhondda Award für Journalismus ausgezeichnet.
Sie lebt in Paris.

## Schriften
- The Doctor. Methuen, London, 2001
- The Quick. Fourth Estate, London, 2007
- Pale Rider: The Spanish Flu of 1918 and How it Changed the World. Jonathan Cape, 2017
  - 1918, die Welt im Fieber : wie die Spanische Grippe die Gesellschaft veränderte. Übersetzung Sabine Hübner. Darmstadt: WBG, 2018
- Derborence: Where the devils came down. Skomlin, 2018
- Proto: How One Ancient Language Went Global. William Collins, 2025
  - Der Urknall unserer Sprache. Übersetzung Stephanie Singh. München: Hanser, 2025